# ردود فعل الاتحاد الأوروبي على الحرب الفلسطينية الإسرائيلية

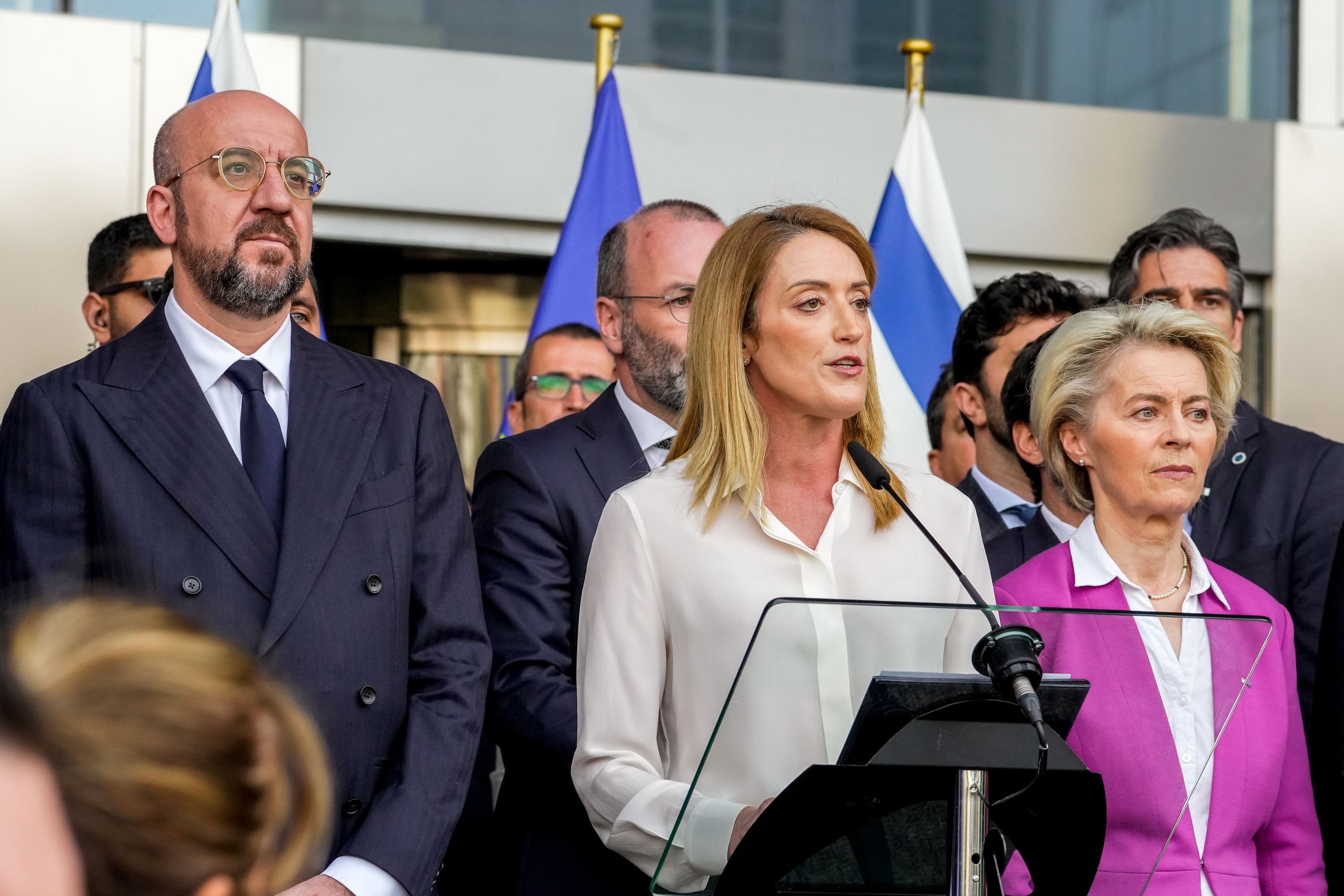
تجمع لدعم إسرائيل أمام البرلمان الأوروبي في بروكسل بحضور روبرتا ميتسولا (رئيسة البرلمان الأوروبي)، أورسولا فون دير لاين (رئيسة المفوضية الأوروبية)، تشارلز ميشيل (رئيس المجلس الأوروبي) وأعضاء البرلمان في 11 أكتوبر 2023.

كان للحرب بين إسرائيل وحماس آثار كبيرة على بعض الدول والمؤسسات الكبرى الأعضاء في الاتحاد الأوروبي.

## خلفية

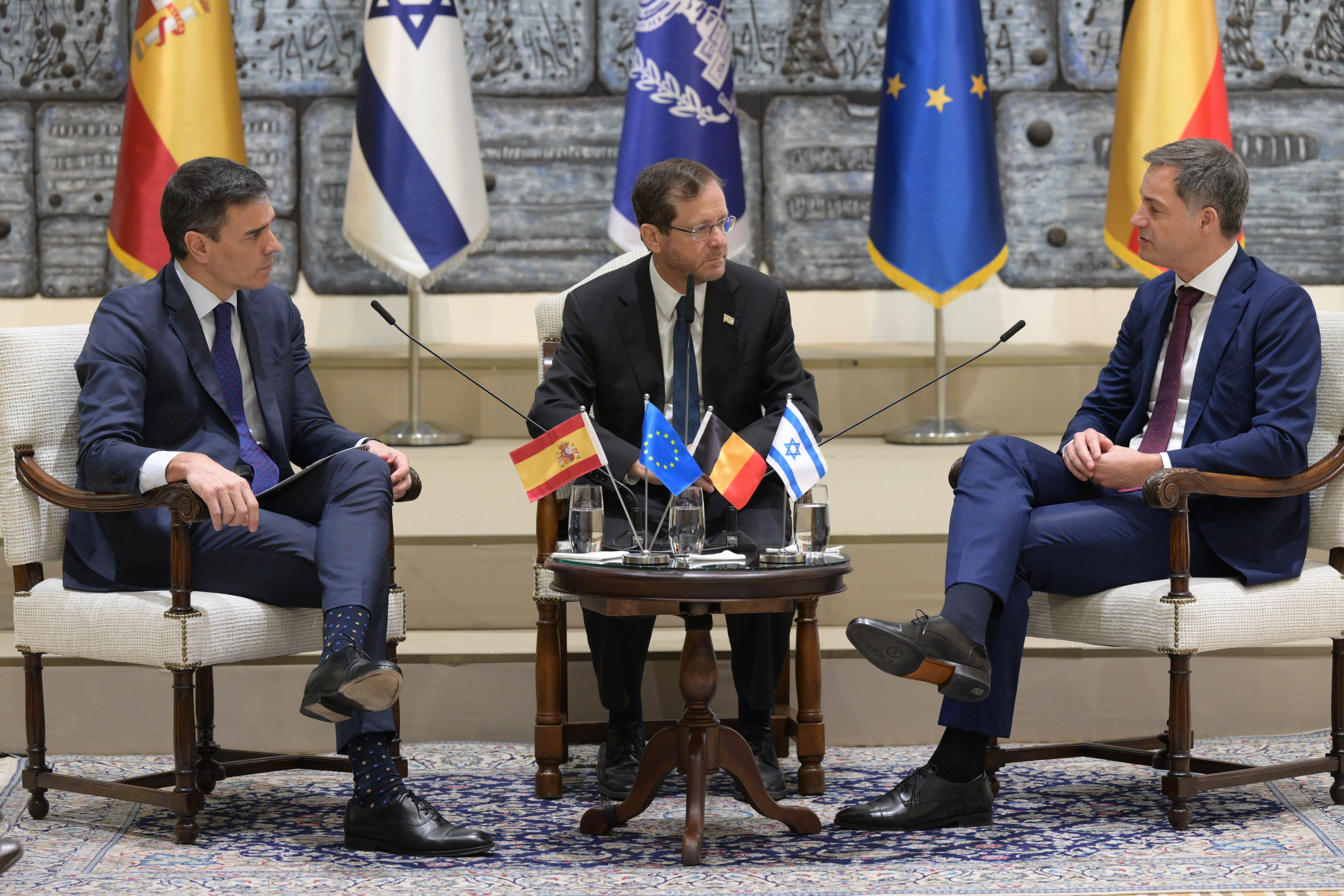
الرئيس الإسرائيلي هرتسوغ مع رئيس الوزراء البلجيكي ألكسندر دي كرو ورئيس الوزراء الإسباني بيدرو سانشيز في القدس، إسرائيل، 23 نوفمبر 2023

منذ 7 أكتوبر 2023 يدور نزاع مسلح بين الاحتلال الإسرائيلي والجماعات الفلسطينية المسلحة المناهضة للاحتلال وهي حركة حماس، وحركة الجهاد الإسلامي، والجبهة الشعبية لتحرير فلسطين، والجبهة الديمقراطية لتحرير فلسطين. بدأت الأحداث الأخيرة عندما شنت حماس هجومًا مفاجئًا سمي بعملية طوفان الأقصى على المستوطنات الإسرائيلية المتاخمة لقطاع غزة، وعلى أثره بدأت قوات الاحتلال بقصف جوي واسع النطاق لقطاع غزة أعقبه غزو بري بدأ في 27 أكتوبر. كما وقعت اشتباكات وتوغلات كثيرة في الضفة الغربية المُحتلة، ومع حزب الله على طول الحدود الإسرائيلية اللبنانية. وهي الحرب الخامسة في الصراع بين غزة وإسرائيل منذ عام 2008، ويُعتبر هذا الحدث التصعيد العسكري الأكثر أهمية في المنطقة منذ حرب أكتوبر.
اشتمل الهجوم الذي قادته حماس في 7 أكتوبر على وابل من آلاف من الصواريخ الموجهة إلى إسرائيل بالتزامن مع اختراق آلالاف المسلحين الفلسطينيين الحاجز بين غزة وإسرائيل وهاجموا القواعد العسكرية الإسرائيلية والمستوطنات الإستعمارية. وخلال هذا الهجوم، أُسر 253 إسرائيليًا وأجنبيًا ونُقلوا إلى قطاع غزة. ووُصف الهجوم بأنه فشل استخباراتي إسرائيلي كبير. وقُتل نحو 1,139 شخصًا بحسب الرواية الإسرائيلية، منهم 766 مدنيًا و373 جنديًا إسرائيليًا. ولم يتضح عدد القتلى منهم بنيران صديقة أو نتيجة لتوجيه حنبعل، الذي يقضي بالتخلص من الخاطفين بأي طريقة ممكنة حتى لو أدى ذلك لمقتل الأسرى الإسرائيليين. وفقًا لمصادر إسرائيلية استشهد بها موقع واي نت الإسرائيلي، فقد كانت هناك "كمية هائلة ومعقدة" من حوادث النيران الصديقة خلال هجوم 7 أكتوبر.
قالت حماس إن هجومها جاء ردا على استمرار الاحتلال الإسرائيلي للأراضي الفلسطينية، والحصار المفروض على قطاع غزة، وتوسيع المستوطنات الإسرائيلية غير القانونية، والتهديدات التي يتعرض لها المسجد الأقصى، ومحنة اللاجئين والسجناء الفلسطينيين. ردًا على ذلك، أعلنت إسرائيل حالة الحرب وشددت حصارها وشنت واحدة من أعنف حملات القصف في التاريخ الحديث، قبل أن تبدأ الغزو البري في 27 أكتوبر بهدف معلن هو تدمير حماس والسيطرة على قطاع غزة.
منذ بدء العملية العسكرية الإسرائيلية في قطاع غزة، لقي ما يزيد عن 33 ألف فلسطيني من أبناء القطاع مصرعهم، من بينهم أكثر من 14 ألف طفل و9 آلاف امرأة. ولا يزال هناك آلاف آخرون في عداد المفقودين، حيث يُفترض أنهم محاصرون تحت ركام المنازل المدمرة. وقد أضحى جميع سكان القطاع البالغ تعدادهم نحو 2.3 مليون نسمة نازحين داخليًا بسبب تلك العمليات. أدى الحصار الإسرائيلي الشديد على القطاع، وانقطاع الغذاء والمياه الصالحة للشرب والأدوية، إلى جانب الهجمات على البنية التحتية، إلى نشوء أزمة إنسانية خطيرة في غزة، تمثلت في انهيار منظومة الرعاية الصحية والمجاعة المستشرية، الأمر الذي أثار اتهامات لإسرائيل باستخدام المجاعة كسلاح حرب.
انطلقت العملية البرية الإسرائيلية في 27 أكتوبر، حيث ركزت في بادئ الأمر على شمال قطاع غزة بما فيها مدينة غزة. وعقب انقضاء الهدنة التي استغرقت سبعة أيام، والتي تضمنت إطلاق سراح عشرات الرهائن الإسرائيليين مقابل الأسرى الفلسطينيين، اتجهت القوات الإسرائيلية جنوبًا لشن هجوم على مدينة خان يونس في الثالث من ديسمبر.
بحلول أوائل عام 2024 أعادت إسرائيل احتلال معظم شمال غزة. ودمرت قوات الإحتلال أكثر من نصف منازل قطاع غزة،  إضافة إلى مئات المعالم الثقافية، وما بين 38 إلى 48 % من الغطاء النباتي والأراضي الزراعية، فضلًا عن تجريف عشرات المقابر.
الهدف التالي المعلن لإسرائيل هو شن هجوم كبير على رفح، على الرغم من اعتراضات المجتمع الدولي. تدعي القوات الإسرائيلية أنها قتلت ما يقدر بنحو 9000 مقاتل فلسطيني خلال الصراع بينما قتل الأخير أكثر من 250 جنديًا إسرائيليًا.
كان للحرب تداعيات دولية كبيرة. وقد اندلعت احتجاجات كبيرة في جميع أنحاء العالم، معظمها مؤيدة للفلسطينيين تطالب بوقف إطلاق النار وإنهاء الاحتلال الإسرائيلي. لقد تم إدانة تصرفات إسرائيل في العالم الإسلامي وفي جزء كبير من الجنوب العالمي. وفي ديسمبر 2023، بدأت جنوب أفريقيا إجراءات أمام محكمة العدل الدولية ضد إسرائيل بدعوى ارتكابها إبادة جماعية في غزة. وتلقت إسرائيل دعمًا كبيرًا من حلفائها الغربيين التقليديين، وأبرزهم الولايات المتحدة، التي قدمت لإسرائيل مساعدات عسكرية واسعة النطاق طوال الحرب واستخدمت حق النقض ضد العديد من قرارات مجلس الأمن التابع للأمم المتحدة التي تدعو إلى وقف فوري لإطلاق النار.

## الجدول الزمني
أدانت رئيسة المفوضية الأوروبية أورسولا فون دير لاين بشكل قاطع "الهجوم الذي نفذته حركة حماس ضد إسرائيل"، واصفة إياه بأنه "الإرهاب بأبشع صوره"، وأكدت أن "لإسرائيل الحق في الدفاع عن نفسها ضد مثل هذه الأعمال الوحشية". كما أدان سفير الاتحاد الأوروبي لدى إسرائيل ديميتر تزانتشيف ذلك الهجوم. ورُفعت الأعلام الإسرائيلية خارج مقر المفوضية الأوروبية والبرلمان الأوروبي في بروكسل، فيما قادت رئيسة البرلمان روبرتا ميتسولا وقفة احتجاجية داخل قبة البرلمان في 11 أكتوبر لإحياء ذكرى الضحايا الإسرائيليين للهجوم، تخللتها دقيقة صمت وعزف النشيد الوطني الإسرائيلي. وأصدر المجلس الأوروبي في 15 أكتوبر بيانًا مشتركًا أدان فيه "بأشد العبارات" حركة حماس وهجماتها الإرهابية الوحشية العشوائية.

### الدول الأعضاء
- ألمانيا: صرح المستشار أولاف شولتس بأنه صُدم بشدة من "الأخبار المروعة" عن "إطلاق الصواريخ من غزة وتصاعد العنف"، مؤكدًا إدانة ألمانيا لهجوم حماس ووقوفها إلى جانب إسرائيل.[32] وعلقت ألمانيا مبلغ 125 مليون يورو (131 مليون دولار) من مساعدات التنمية لفلسطين ردًا على هجوم حماس، وأعلنت عن مراجعة المشاريع والمساعدات الأخرى المقدمة.[33] كما عرض شولتز المساعدة العسكرية لإسرائيل،[34] في حين دعا الرئيس فرانك-فالتر شتاينماير العرب المقيمين في ألمانيا إلى الابتعاد عن حماس.[35]
- أيرلندا: أدان رئيس الحكومة ليو فارادكار بشدة هجمات حماس، واصفًا إياها بـ"المروعة"، وأعرب عن إدانة أيرلندا الصريحة للهجمات على المدنيين. كما أدان وزير الخارجية ووزير الدفاع مايكل مارتن هجمات حماس "غير المعقولة"، معربًا عن أن "الاستهداف المتعمد والمنهجي للمدنيين لا يمكن تبريره أبدًا"، داعيًا إلى الوقف الفوري لجميع الأعمال العدائية.[36] وأصدر الرئيس مايكل دانييل هيجينز بعد ذلك بيانًا أدان فيه الهجمات ووصفها بأنها "مستهجنة للغاية" وأعرب عن دعمه لحق إسرائيل في الدفاع عن نفسها.[37][38]
- إسبانيا: استنكر رئيس الوزراء بيدرو سانشيز بشدة ما أسماه الإرهاب، وطالب بالوقف الفوري للعنف العشوائي ضد المدنيين، مؤكدًا التزام بلاده الدائم بالاستقرار الإقليمي.[39][40] ودعت نائبة رئيس الوزراء يولاندا دياز المجتمع الدولي إلى الضغط على إسرائيل لوقف ما أسمته مذبحة في غزة، [41] في حين اتهم وزير الحقوق الاجتماعية إيوني بيلارا الاتحاد الأوروبي والولايات المتحدة بالتواطؤ في جرائم الحرب الإسرائيلية، ودعت إلى إدانة إسرائيل أمام المحكمة الجنائية الدولية بسبب ما أسماه الإبادة الجماعية المخططة والمستمرة في قطاع غزة ضد الشعب الفلسطيني.[42] وفي نوفمبر 2023 انتقد سانشيز القصف الإسرائيلي لقطاع غزة ودعا إلى وقف فوري لإطلاق النار. واعدًا بالعمل في أوروبا وفي إسبانيا للاعتراف بالدولة الفلسطينية.[43]
- إستونيا: أدان ماركو ميكلسون، رئيس لجنة الشؤون الخارجية في البرلمان، بشدة الهجمات ضد إسرائيل، معربًا عن قلقه "من توسع النشاط الإرهابي في المنطقة"، داعيًا المنظمات الدولية إلى "التصدي لمحاولات الأنظمة الإرهابية إثارة عدم الاستقرار والفوضى في منطقة الشرق الأوسط برمتها".[44]
- إيطاليا: قال وزير الخارجية أنطونيو تاجاني إن الحكومة تدين بأشد العبارات الهجمات على إسرائيل. معتبرًا أنها تعرض حياة الناس وأمن المنطقة للخطر وتهدد استئناف أي عملية سياسية، داعيًا حماس للوقف الفوري لهذا العنف الهمجي، مؤكدًا دعم إيطاليا لحق إسرائيل في الوجود والدفاع عن نفسها.[45][46]
- البرتغال: أدان الرئيس مارسيلو ريبيلو دي سوزا ورئيس الوزراء أنطونيو كوستا هجمات حماس واصفين إياها بأنها غير مقبولة وتستحق الإدانة القوية.[47]
- الدنمارك: أدان وزير الخارجية لارس لوك راسموسن بشدة الهجوم على إسرائيل، مضيفًا أن أفكاره "مع الضحايا وعائلاتهم وكل إسرائيل".[48]
- السويد: أدان وزير الخارجية توبياس بيلستروم الهجوم على إسرائيل، معربًا عن تضامن حكومته مع جميع المدنيين الذين أصيبوا على أيدي المهاجمين.[49]
- المجر: أدان رئيس الوزراء فيكتور أوربان بشدة الهجوم على إسرائيل، مؤكدًا تأييده الصريح لحق إسرائيل في الدفاع عن النفس. كما أعرب عن "تعاطفه وتعازيه" لرئيس الوزراء بنيامين نتنياهو، مضيفًا أن "أفكارنا وصلواتنا مع شعب إسرائيل في هذه الساعات المظلمة".[50][51]
- النمسا: أعلن وزير الخارجية النمساوي ألكسندر شالنبيرغ في 9 أكتوبر تعليق تقديم 19 مليون يورو (20 مليون دولار) من المساعدات للأراضي الفلسطينية، ردًا على هجوم حماس، وقال إنه سيراجع المشاريع القائمة في فلسطين. كما صرح بأنه سيستدعي السفير الإيراني للحديث عن "ردود الفعل المشينة" لإيران تجاه الهجوم.[52]
- اليونان: أدان رئيس الوزراء كيرياكوس ميتسوتاكيس بشدة الهجوم الإرهابي ضد إسرائيل، الذي أسفر عن سقوط عدد كبير من الضحايا المدنيين، معربًا عن دعمه الكامل لشعب إسرائيل وحقه في الدفاع عن النفس.[53] كما أعرب وزير الهجرة ديميتريس كيريديس عن مخاوفه من عودة المهاجرين غير الشرعيين إلى جنوب أوروبا، قائلًا إن الهجوم "لن يخفف الهجرة غير الشرعية".[54]
- بلجيكا: أدانت وزيرة خارجية بلجيكا حجة لحبيب بشدة "الهجمات الصاروخية الواسعة ضد المدنيين الإسرائيليين" عبر موقع "إكس"، معربة عن تضامنها مع جميع المتضررين.[46]
- بلغاريا: أعرب رئيس وزراء بلغاريا نيكولاي دينكوف عن تضامن بلاده مع الشعب الإسرائيلي، وأدان هجوم حركة حماس.[55]
- بولندا: أدان وزير الخارجية زبيغنيو راو بأشد العبارات الهجمات المستمرة التي تشنها حركة حماس ضد إسرائيل.[46][56]
- جمهورية التشيك: أدان رئيس الوزراء بيتر فيالا الهجوم، قائلًا إن أفكاره كانت "مع ضحايا العنف الأبرياء"، متمنيًا "لأصدقائنا في إسرائيل التعامل بسرعة مع الوضع والوفاء بتطلعاتهم للعيش في سلام وأمن." [57][58] وشارك فيالا في المظاهرات المؤيدة لإسرائيل في براغ، واصفًا بلاده بـ"صوت إسرائيل في أوروبا".[59]
- رومانيا: أدان الرئيس كلاوس يوهانيس بشدة الهجوم على إسرائيل، مؤكدًا تضامن بلاده الكامل مع إسرائيل في هذه اللحظات الرهيبة.[60]
- سلوفاكيا: استنكر وزير الدفاع مارتن سكلينار بأشد العبارات هجمات حركة حماس، ودعم حق إسرائيل في الدفاع عن النفس.[61]
- سلوفينيا: أدان رئيس الوزراء روبرت جولوب الهجمات ضد إسرائيل.[62]
- فرنسا: أدان الرئيس إيمانويل ماكرون بشدة الهجوم وأعرب عن "تضامنه الكامل مع الضحايا وعائلاتهم وأحبائهم".[46][63] كما أدانت السفارة الفرنسية في إسرائيل الهجمات واصفة تصرفات حماس بأنها "هجمات إرهابية غير مقبولة".[64]
- فنلندا: أدانت وزيرة الخارجية إيلينا فالتونين بأشد العبارات "الهجمات الصاروخية الإرهابية التي تستهدف إسرائيل".[65]
- قبرص: أدان الرئيس نيكوس خريستودوليدس والسفارة القبرصية في إسرائيل الهجمات مؤكدين وقوف قبرص إلى جانب إسرائيل.[66][67]
- كرواتيا: أدان رئيس الوزراء أندريه بلينكوفيتش الهجمات واصفًا إياها بـ "أعمال إرهابية ضد المدنيين"، وأعرب عن تضامنه مع إسرائيل.[68] كما أدان وزير الخارجية جوردان جرليتش رادمان الهجوم وأبدى تضامنه مع إسرائيل.[69]
- لاتفيا: أعرب الرئيس إدغارس رينكيفيتش عن دعم بلاده الثابت لحق إسرائيل المشروع في الدفاع عن نفسها ضد الإرهابيين،[70] واتهم وزير الخارجية أرتورز كريغانيس كارينش حركة حماس باستخدام المدنيين الفلسطينيين كدروع بشرية.[71]
- لوكسمبورغ: أدان وزير الخارجية جان أسلبورن هجوم حماس، وشدد على ضرورة تجديد الالتزام الدولي بحل الدولتين.[72]
- ليتوانيا: قال الرئيس جيتاناس نوسيدا إن البلاد تدين بشكل لا لبس فيه هجمات حماس على المدنيين في إسرائيل، مؤكدًا دعم بلاده الكامل لإسرائيل في هذه الساعات الرهيبة، وأعرب عن تعازيه لأسر الضحايا، مشددًا على حق إسرائيل في الدفاع عن نفسها.[73] كما اعتمد البرلمان الليتواني بالإجماع قرارًا يدين هجمات حماس.[74]
- مالطا دعت مالطا مجلس الأمن التابع للأمم المتحدة إلى عقد اجتماع بشأن الصراع الإسرائيلي الفلسطيني.[75]
- هولندا: أكد رئيس الوزراء مارك روته إدانته بشكل لا لبس فيه للعنف الإرهابي الذي تمارسه حماس ضد إسرائيل، ودعمه الكامل لحق إسرائيل في الدفاع عن نفسها.[46][76]

### الأطراف الأوروبية
- في يوم الهجوم أصدر الأمين العام لحزب الشعب الأوروبي أنطونيو لوبيز-إستوريز وايت ونائب رئيس الحزب دايفيد مكاليستر بيانًا أدانا فيه بشدة "الهجوم البشع الذي شنته العناصر الإرهابية في حركة حماس على إسرائيل".[77]
- في 8 نوفمبر أكدت رئيسة التحالف التقدمي للاشتراكيين والديمقراطيين ايراتكسه غارسيا على أهمية وضع وإنهاء "العقاب الجماعي الذي فرضه نتنياهو على شعب غزة".[78]
- وفي الثاني من ديسمبر، أدان الحزب الأخضر الأوروبي "الهجمات الإرهابية الفظيعة التي ارتكبتها حركة حماس"، لكنهم أشاروا إلى أن التكلفة البشرية التي تكبدها المدنيون جراء الصراع الدائر في إسرائيل وغزة غير مقبولة، داعين إسرائيل إلى احترام القانون الدولي أثناء دفاعها عن نفسها.[79]

## تطورات
| ولاية              | مكتب         | قائد                  | تاريخ          | مراجع  |
| ------------------ | ------------ | --------------------- | -------------- | ------ |
| المفوضية الاوروبية | الرئيس       | أورسولا فون دير لاين  | 13 أكتوبر 2023 | [ 80 ] |
| رومانيا            | رئيس الوزراء | مارسيل سيولاكو        | 17 أكتوبر 2023 | [ 81 ] |
| ألمانيا            | المستشار     | أولاف شولتز           | 17 أكتوبر 2023 | [ 82 ] |
| إيطاليا            | رئيس الوزراء | جورجيا ميلوني         | 21 أكتوبر 2023 | [ 83 ] |
| قبرص               | الرئيس       | نيكوس خريستودوليدس    | 21 أكتوبر 2023 | [ 84 ] |
| اليونان            | رئيس الوزراء | كيرياكوس ميتسوتاكيس   | 23 أكتوبر 2023 | [ 85 ] |
| هولندا             | رئيس الوزراء | مارك روتي             | 23 أكتوبر 2023 | [ 86 ] |
| فرنسا              | الرئيس       | إيمانويل ماكرون       | 24 أكتوبر 2023 | [ 87 ] |
| الجمهورية التشيكية | رئيس الوزراء | بيتر فيالا            | 25 أكتوبر 2023 | [ 88 ] |
| النمسا             | المستشار     | كارل نيهامر           | 25 أكتوبر 2023 | [ 88 ] |
| هنغاريا            | رئيس         | كاتالين نوفاك         | 5 نوفمبر 2023  | [ 89 ] |
| بلغاريا            | رئيس الوزراء | نيكولاي دينكوف        | 6 نوفمبر 2023  | [ 90 ] |
| لاتفيا             | الرئيس       | إدجارز رينكيفيتش      | 20 نوفمبر 2023 | [ 91 ] |
| إسبانيا            | رئيس الوزراء | بيدرو سانشيز          | 23 نوفمبر 2023 |        |
| بلجيكا             | رئيس الوزراء | ألكسندر دي كرو        | 23 نوفمبر 2023 | [ 92 ] |
| ألمانيا            | الرئيس       | فرانك فالتر شتاينماير | 26 نوفمبر 2023 | [ 93 ] |
| الجمهورية التشيكية | رئيس         | بيتر بافيل            | 15 يناير 2024  | [ 94 ] |

توافد العديد من قادة الاتحاد الأوروبي إلى إسرائيل لإجراء مشاورات ومحادثات. فقد وصلت رئيسة المفوضية الأوروبية أورسولا فون دير لاين ورئيسة البرلمان الأوروبي روبرتا ميتسولا إلى إسرائيل في الثالث عشر من أكتوبر 2023. وفي السابع عشر منه، زار المستشار الألماني أولاف شولتز إسرائيل للتعبير عن تضامنه معها، وعند مغادرته مطار بن غوريون تم نقله إلى ملجأ بعد إطلاق إنذار صاروخي.
في الحادي والعشرين من أكتوبر، زارت رئيسة وزراء إيطاليا جورجا ملوني إسرائيل للتعبير عن تضامنها مع البلاد، وفي الرابع والعشرين منه وصل الرئيس الفرنسي إيمانويل ماكرون، تبعه في اليوم التالي رئيس الوزراء التشيكي بيتر فيالا.
أما خلال زيارة رئيس الوزراء الإسباني بيدرو سانشيز ونظيره البلجيكي ألكسندر ألكسندر دي كرو، بعد أن باشرت إسرائيل غزو قطاع غزة في الشهر السابق، فقد طُلب من رئيس الوزراء الإسرائيلي بنيامين نتنياهو احترام القانون الدولي، وأعلن سانشيز استعداد بلاده للاعتراف بدولة فلسطين، وعقدا مؤتمرًا صحفيًا عند معبر رفح الحدودي أكدا فيه على أهمية التزام إسرائيل بالقانون الدولي الإنساني، مما أثار رد فعل وزير الخارجية الإسرائيلي إيلي كوهين الذي اتهمهما لاحقًا بدعم الإرهاب في إسرائيل.
انتقدت بعض دول الاتحاد الأوروبي رئيسة المفوضية الأوروبية أورسولا فون دير لاين لدعمها إسرائيل وعدم دعوتها لوقف إطلاق النار، في حين أدان وزراء خارجية الاتحاد الهجوم الذي شنته حركة حماس، داعين في الوقت ذاته إلى حماية المدنيين وإطلاق سراح الرهائن، والسماح بوصول المساعدات الغذائية والطبية إلى غزة وفقًا للقانون الإنساني الدولي.
واعتبرت دول أيرلندا وإسبانيا وبلجيكا ولوكسمبورغ وسلوفينيا والدانمارك موقف فون دير لاين اغتصابًا لصلاحيات السياسة الخارجية للمجلس الأوروبي. وكان منسق السياسة الخارجية للاتحاد جوزيب بوريل أكثر انتقادًا لإسرائيل، واصفًا حصارها لغزة بغير القانوني، ورافضًا أوامر الإخلاء التي وصفها بغير الواقعية.
أدان بوريل بصفته الممثل الأعلى للشؤون الخارجية والأمنية "الهجوم الهمجي والإرهابي" الذي شنته حماس والذي أشعل الحرب مع إسرائيل عام 2023. كما اتهم في أكتوبر 2023 إسرائيل بانتهاك القانون الدولي من خلال فرض حصار كامل على غزة. وفي يناير 2024، أدان تعليقات وزيرين إسرائيليين - إيتمار بن غفير وبتسلئيل سموتريتش - بشأن التهجير القسري للفلسطينيين باعتباره انتهاكًا خطيرًا للقانون الإنساني. وفي مارس من العام ذاته، وصف حرمان إسرائيل للفلسطينيين من الغذاء بأنه انتهاك خطير للقانون الإنساني، معتبرًا حادثة مجزرة دوار النابلسي بأنها "مذبحة غير مقبولة".
في أبريل 2024، دعت المقررة الخاصة للأمم المتحدة بشأن فلسطين فرانشيسكا ألبانيز الاتحاد الأوروبي لتعليق علاقاته مع إسرائيل لمنع جرائم الإبادة الجماعية في غزة، مؤيدة مبادرة أيرلندا وإسبانيا لمراجعة الاتفاقية بين الاتحاد وإسرائيل، معتبرة أن إسرائيل ليس لديها أي حافز للتغيير في ظل الوضع الراهن.

### الأونروا
وكالة الأمم المتحدة لإغاثة وتشغيل اللاجئين الفلسطينيين في الشرق الأدنى (الأونروا) هي وكالةٌ تابعةٌ للأمم المتحدة تدعم إغاثة اللاجئين الفلسطينيين وتنميتَهم البشرية، وهي وكالة الأمم المتحدة الوحيدة المُخصصة لمساعدة اللاجئين من منطقةٍ أو صراعٍ مُحدد.
في 26 يناير 2024، أعلنت وكالة الأمم المتحدة لإغاثة وتشغيل اللاجئين الفلسطينيين في الشرق الأدنى (الأونروا) أنها تُحقق في مزاعم، قدمتها إليها إسرائيل قبل أسبوعين تقريبًا، بشأن تورط عشراتٍ من موظفيها في عملية طوفان الأقصى وهو الهجوم الذي شنته حماس على إسرائيل عام 2023،  حيث زعمت إسرائيل أن 12 موظفًا من الأونروا مُتورطون في الهجمات،  وأن حوالي عشرةٍ في المائة من موظفي الأونروا البالغ عددهم 13000 موظفٍ في قطاع غزة لهم صلاتٌ بجماعاتٍ إسلاميةٍ مُسلحة. وأدى هذا الاتهام إلى تعليق العديد من دول الاتحاد الأوروبي، بما في ذلك ألمانيا والسويد وهولندا وإيطاليا والنمسا وفنلندا ورومانيا ولاتفيا وليتوانيا وإستونيا، تمويل المُنظمة مُؤقتًا.
انتقدت العديد من المُنظمات الدولية إيقاف التمويل هذا "نظرًا للوضع الإنساني في قطاع غزة"،  وأدى إلى قيام دولٍ أخرى من الاتحاد الأوروبي بزيادة تمويلها للأونروا وهي إسبانيا،  والبرتغال،  وأيرلندا. ومن بين أكبر عشر جهاتٍ مانحةٍ فرديةٍ من الاتحاد الأوروبي، لم تُوقِف فرنسا والدنمارك وإسبانيا وبلجيكا وأيرلندا تبرعاتِها. وأعاد الاتحاد الأوروبي الذي كان قد علق التمويل في انتظار نتائج تحقيقات الأونروا، التمويل وزاده في الأول من مارس 2024،  كما فعلت السويد بعد تلقيها تأكيداتٍ بِوُجود ضوابط إضافيةٍ على إنفاقِها وموظفيها.
في 29 يناير 2024، قال جوزيب بوريل، الممثل السامي للاتحاد الأوروبي للشؤون الخارجية والسياسة الأمنية، للأمين العام للأمم المتحدةِ، أنطونيو غوتيريش، إن التمويل لم يتم تعليقُه وإن الاتحاد الأوروبي سيُحدد قرارات التمويل بعد التحقيق. وقال بوريل: "لا ينبغي أن نسمح للمزاعم بأن تُلقي بظلالها على عمل الأونروا الذي لا غنى عنه والعظيم".
في الأول من مارس 2024، قرر الاتحاد الأوروبي عدم انتظار نتائج تحقيق الأونروا، وبدلًا من ذلك وضع حزمة تمويلٍ بقيمة 275 مليون يورو، وهي استعادةٌ لتمويل عام 2024 البالغ 82 مليون يورو، بالإضافة إلى 125 مليون يورو من المساعدات الإنسانية للفلسطينيين لعام 2024، والتي لا تُستبعد الأونروا من تنفيذها، و68 مليون يورو أخرى من خلال شركاء دوليين مثل الصليب الأحمر والهلال الأحمر. وفي الوقت نفسه، توصل الاتحاد الأوروبي إلى اتفاقٍ مع الأونروا على إجراء تدقيقٍ من قِبَل خبراء خارجيين يُعينُهم الاتحاد الأوروبي.
قال وزير الخارجية الإسباني خوسيه مانويل ألباريس في 29 يناير 2024، إن إسبانيا "لن تُغير علاقتَها مع الأونروا، على الرغم من أننا نتابع عن كثبٍ التحقيق الداخلي والنتائج التي قد يُسفر عنها لأفعال عشرات الأشخاص من أصل حوالي 30000 شخص"،  لأن الأونروا وكالة "ضرورية لتخفيف الوضع الإنساني". وفي اليوم نفسه، وصف وزير الشؤون الاجتماعية الإسباني، بابلو بوستيندوي، تعليق تمويل الأونروا من قِبَل دولٍ غربيةٍ أخرى بأنه "عقابٌ جماعيٌ غير مُبررٍ للشعب الفلسطيني".

### مجزرة الدقيق
في 29 فبراير 2024، قُتل ما لا يقل عن 118 شخصًا وأصيب 760 آخرون بعد أن فتحت القوات الإسرائيلية النار على مدنيين كانوا يبحثون عن الطعام من شاحنات المساعدات بالقرب من دوار النابلسي على شارع الرشيد الساحلي في مدينة غزة.
وعقب الحادث، صرح وزير الخارجية الفرنسي ستيفان سيجورني قائلًا: "سنطالب بتفسيراتٍ وسيتعين إجراء تحقيقٍ مستقلٍ". وصرحت الدائرة الأوروبية للشؤون الخارجية بأن العديد من القتلى والجرحى "أصيبوا بنيران الجيش الإسرائيلي" ودعت إلى إجراء تحقيقٍ مستقلٍ. ودعا مكتب جوزيب بوريل، مسؤول السياسة الخارجية في الاتحاد الأوروبي، إلى "إجراء تحقيقٍ دوليٍ نزيهٍ في هذا الحدث المأساوي". وأدان وزراء خارجية بلجيكا وألمانيا وإيطاليا الهجوم، بينما قال وزير الخارجية الإسباني أن الحادث "يُؤكد على ضرورة وقف إطلاق النار بشكلٍ عاجل".

### ضربات الطائرات بدون طيار للمطبخ المركزي العالمي
في 1 أبريل 2024، استهدفت طائراتٌ إسرائيليةٌ مُسيرةٌ قافلةً مُؤلفةً من ثلاث سياراتٍ تابعةٍ للمطبخ المركزي العالمي في قطاع غزة، مما أسفر عن مقتل سبعة من عمال الإغاثة. ووقع الهجوم على الرغم من أن "مطبخ العالم المركزي" نسق طريقَه مع الجيش الإسرائيلي، وهو ما اعترف به الطرفان.
أثار الهجوم إدانةً دوليةً واسعة النطاق ودفع "مطبخ العالم المركزي" إلى تعليق عملياته في قطاع غزة،  إلى جانب مُنظماتٍ إنسانيةٍ وإغاثيةٍ أخرى تعمل هناك. وأدت تصريحاتٌ أدلى بها السفير الإسرائيلي في بولندا بشأن الحادث إلى خلافٍ دبلوماسيٍ بين البلدين، حيث نشر سفير إسرائيل لدى بولندا، ياكوف ليفني، بعد ساعاتٍ قليلةٍ من قصف قافلة "مطبخ العالم المركزي"، العديد من المنشورات على وسائل التواصل الاجتماعي، رافضًا اتهامات ارتكاب جريمة حربٍ وجهها نائب رئيس مجلس النواب البولندي، كرزيستوف بوساك. وكتب السفير أن "اليمين واليسار المُتطرفين في بولندا" يُتهمان إسرائيل بـ"القتل العمد في الهجوم". واختتم بيانَه باتهامهم بأنهم مُعادين للسامية. وأدى ذلك إلى استدعاء السفير إلى وزارة الخارجية البولندية في 5 أبريل 2024.
دعت بلجيكا وأيرلندا وقبرص إلى إجراء تحقيقٍ فوريٍ في الحادث،  بينما قال رئيس الوزراء الإسباني بيدرو سانشيز إنه "يتوقع ويُطالب بتفسيرٍ من الحكومة الإسرائيلية" لِمقتل عمال الإغاثة السبعة. وبعد التفسيرات التي قدمها الجيش الإسرائيلي ورئيس الوزراء نتنياهو، اعتبرها سانشيز "غير مقبولةٍ وغير كافيةٍ على الإطلاق".

### عملية رفح العسكرية
تشهد مدينة رفح الواقعة في أقصى جنوب قطاع غزة هجومًا مستمرًا، في إطار الغزو الإسرائيلي للقطاع خلال الحرب الفلسطينية الإسرائيلية 2023. فبعد تعثر محادثات وقف إطلاق النار، دخلت القوات الإسرائيلية رفح في السادس من مايو 2024، وسيطرت على الجانب الفلسطيني من معبر رفح الحدودي، بعد أن أمرت بإجلاء السكان الفلسطينيين من شرق المدينة باتجاه مناطق وسط غزة وخان يونس. وفي وقت لاحق من ذلك اليوم، قبلت حركة حماس اتفاق وقف إطلاق النار الذي اقترحته مصر وقطر، إلا أن إسرائيل رفضت الاتفاق، وأشارت إلى أن الهجوم سيستمر قبل أي توقف. وشنت غارات جوية على رفح في اليوم ذاته، واحتلت على معبر رفح.
أثارت هذه العملية ردود فعل من العديد من زعماء الاتحاد الأوروبي، حيث أدان معظمهم هذه التصرفات ووصفوها بالمثيرة للقلق. فقد صرح منسق السياسة الخارجية جوزيب بوريل أن "التقارير عن هجوم عسكري إسرائيلي على رفح مثيرة للقلق، وسيكون له عواقب كارثية تؤدي إلى تفاقم الوضع الإنساني المتردي أصلًا والخسائر المدنية التي لا تطاق". وقد كانت جميع الدول الأعضاء في الاتحاد الأوروبي، باستثناء المجر، قد طالبت في 19 فبراير الماضي جيش الاحتلال الإسرائيلي بعدم القيام بأي عمل عسكري في رفح التي نزح إليها غالبية سكان غزة خلال الحرب.
- ألمانيا أعربت وزيرة الخارجية الألمانية أنالينا بيربوك عن رفضها لشن هجوم عسكري إسرائيلي على مدينة رفح بقطاع غزة، معتبرةً أن مثل هذا الهجوم لن يكون له ما يُبرره.[156] وحذرت في 14 فبراير من أن شن جيش الاحتلال الإسرائيلي هجومًا على رفح سيُشكل كارثة إنسانية.[157] ومن جانبه، أكد المستشار الألماني أولاف شولتز دعم بلاده لأمن إسرائيل، لكنه حذر القادة الإسرائيليين من الالتزام بالقانون الدولي،[158] وقال في 16 مارس إن هجومًا شاملًا في رفح قد يؤدي إلى سقوط العديد من الضحايا المدنيين، الأمر الذي يجب منعه بشكل صارم.[159]
- أيرلندا صرح ميشيل مارتن بأن غزو إسرائيل لمدينة رفح سيترتب عليه انتهاكات خطيرة للقانون الإنساني الدولي.[160]
- إسبانيا وقعت إسبانيا بيانًا مشتركًا مع حكومة أيرلندا جاء فيه أن العملية العسكرية الإسرائيلية الموسعة في منطقة رفح تُشكل تهديدًا خطيرًا ووشيكًا يجب على المجتمع الدولي مواجهته بشكل عاجل".[123][161]
- إيطاليا: صرحت رئيسة الوزراء الإيطالية جيورجيا ميلوني بأن بلادها ستكرر معارضتها للعمل العسكري الذي تقوم به إسرائيل على الأرض في رفح، والذي قد يكون له عواقب كارثية أكبر على المدنيين.[162]
- الدنمارك أدلت وزارة الخارجية الدنماركية ببيان قالت فيه إن الدنمارك تشارك الاتحاد الأوروبي وغيرهم قلقهم بشأن هجوم عسكري إسرائيلي محتمل في رفح حيث يبحث أكثر من نصف سكان غزة عن ملجأ.[163]
- بلجيكا حذر رئيس الوزراء الكسندر دي كرو من أن التوغل الإسرائيلي في رفح سيتسبب في كارثة إنسانية أخرى غير مخففة ويؤدي إلى مقتل العديد من المدنيين الأبرياء، ومعظمهم من الأطفال والنساء.[164]
- سلوفينيا قال رئيس الوزراء روبرت جولوب إن هناك إجماعًا مشتركًا على ضرورة بذل كل الجهود الممكنة لمنع الهجوم على رفح.[165]
- فرنسا: صرح وزير الخارجية ستيفان سيجورني أن الهجوم الإسرائيلي على رفح سيكون غير مُبرر.[166] وفي مكالمة هاتفية، أبلغ الرئيس الفرنسي إيمانويل ماكرون نتنياهو بمعارضته للغزو العسكري لرفح.[167] وفي 16 فبراير قال ماكرون إنه يشارك الأردن ومصر مخاوفهما من التهجير القسري والجماعي للسكان.[168]
- لوكسمبورغ حذر وزير الخارجية كزافييه بيتل إسرائيل من أنها قد تخاطر بخسارة "آخر دعم لها في العالم" إذا هاجمت رفح.[169]
- هولندا صرح وزير الخارجية الهولندي هانكه بروينز سلوت بأن الهجوم الإسرائيلي المُخطط له على رفح "غير مُبرر".[170] كما صرح رئيس الوزراء مارك روته بأن "الهجوم الإسرائيلي على رفح من شأنه أن يُسبب كارثة إنسانية".[171]

## موقف الهيئات الدولية

خريطة توضح تصويت الدول في قرار الجمعية العامة للأمم المتحدة ES-10/22 الذي دعا لوقف فوري لإطلاق النار في الحرب الفلسطينية الإسرائيلية، والإفراج "الفوري وغير المشروط" عن الرهائن، و"ضمان وصول المساعدات الإنسانية" و" تمتثل جميع الأطراف لالتزاماتها بموجب القانون الدولي".
لصالح
ضد
الامتناع عن التصويت
غائب
غير عضو

## احتجاجات في الدول الأعضاء

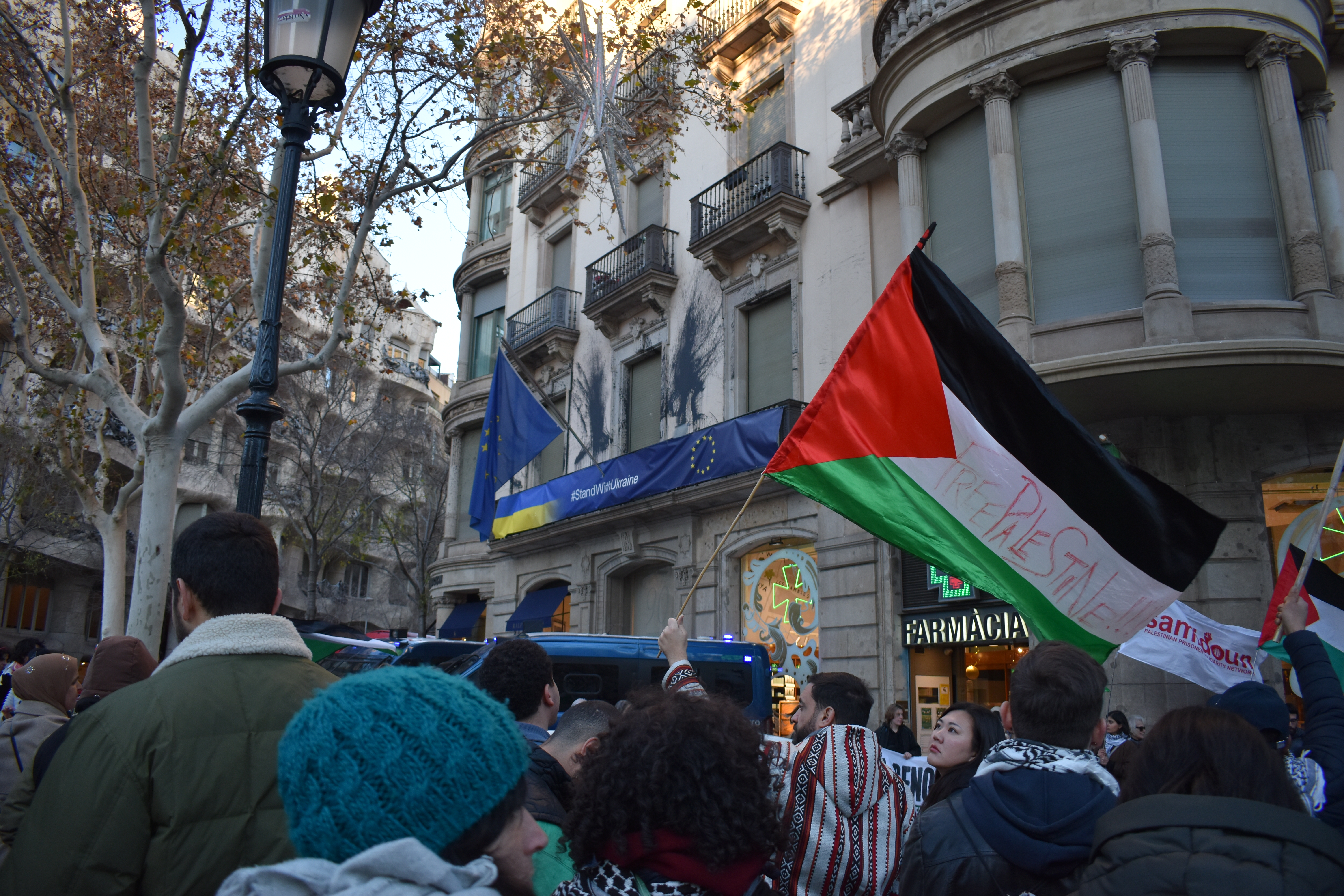
احتجاج أمام فرع المفوضية الأوروبية في برشلونة، 7 يناير 2024

## أنظر أيضا
- الحرب الفلسطينية الإسرائيلية 2023